# Licinus
Licinus é um gênero de besouros da família Carabidae que contém as seguintes espécies:
- Licinus alter Semenov & Znojko, 1929
- Licinus praeteritorum Semenov & Znojko, 1929